# Gerhart Teutsch
Gerhart Teutsch (* 17. November 1932 in Siebenbürgen, Rumänien; † 28. Januar 2021) war ein deutscher Landschaftsarchitekt.

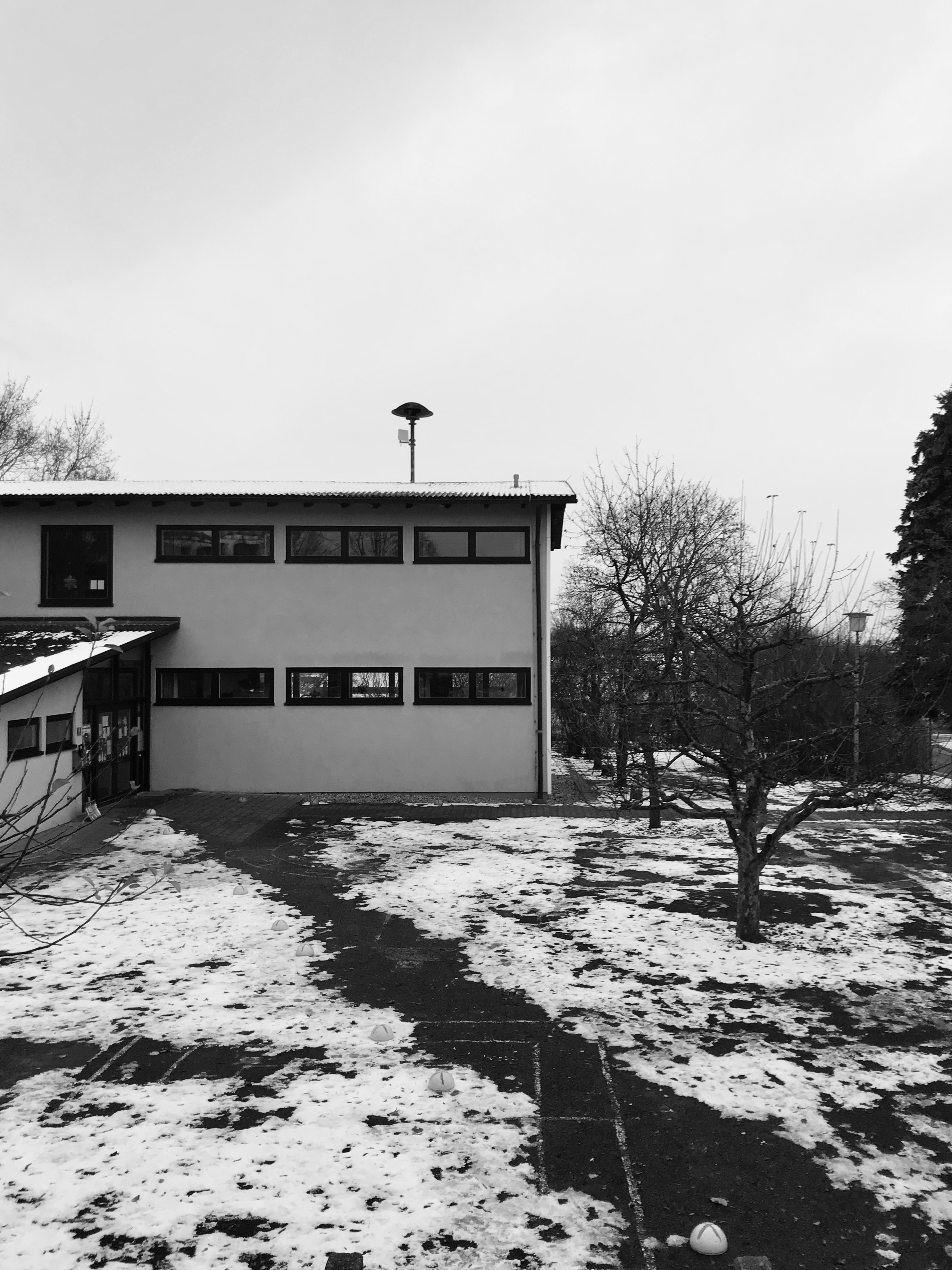
Schule, Schelldorf

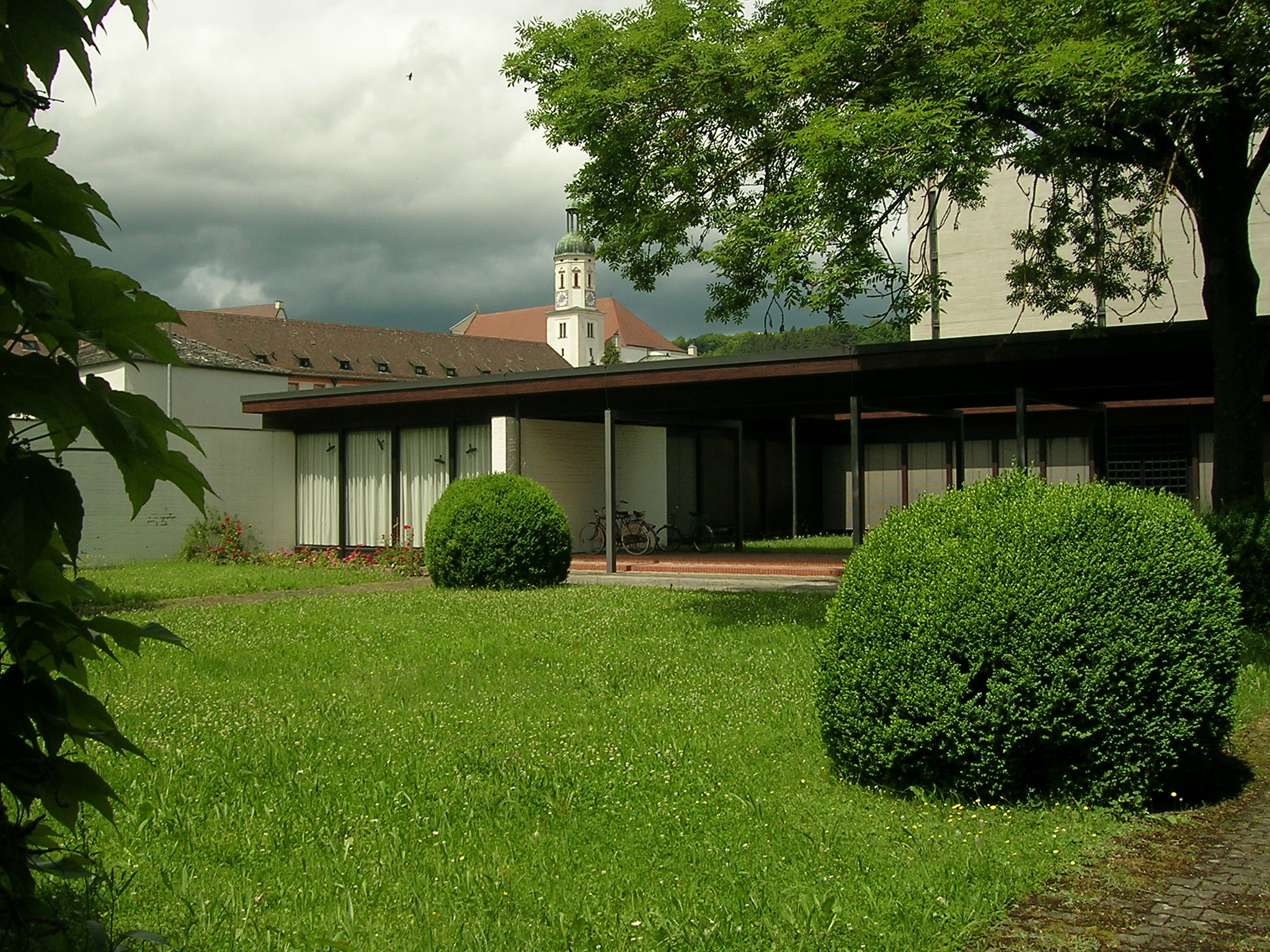
Hofgartenbibliothek, Eichstätt

## Werdegang

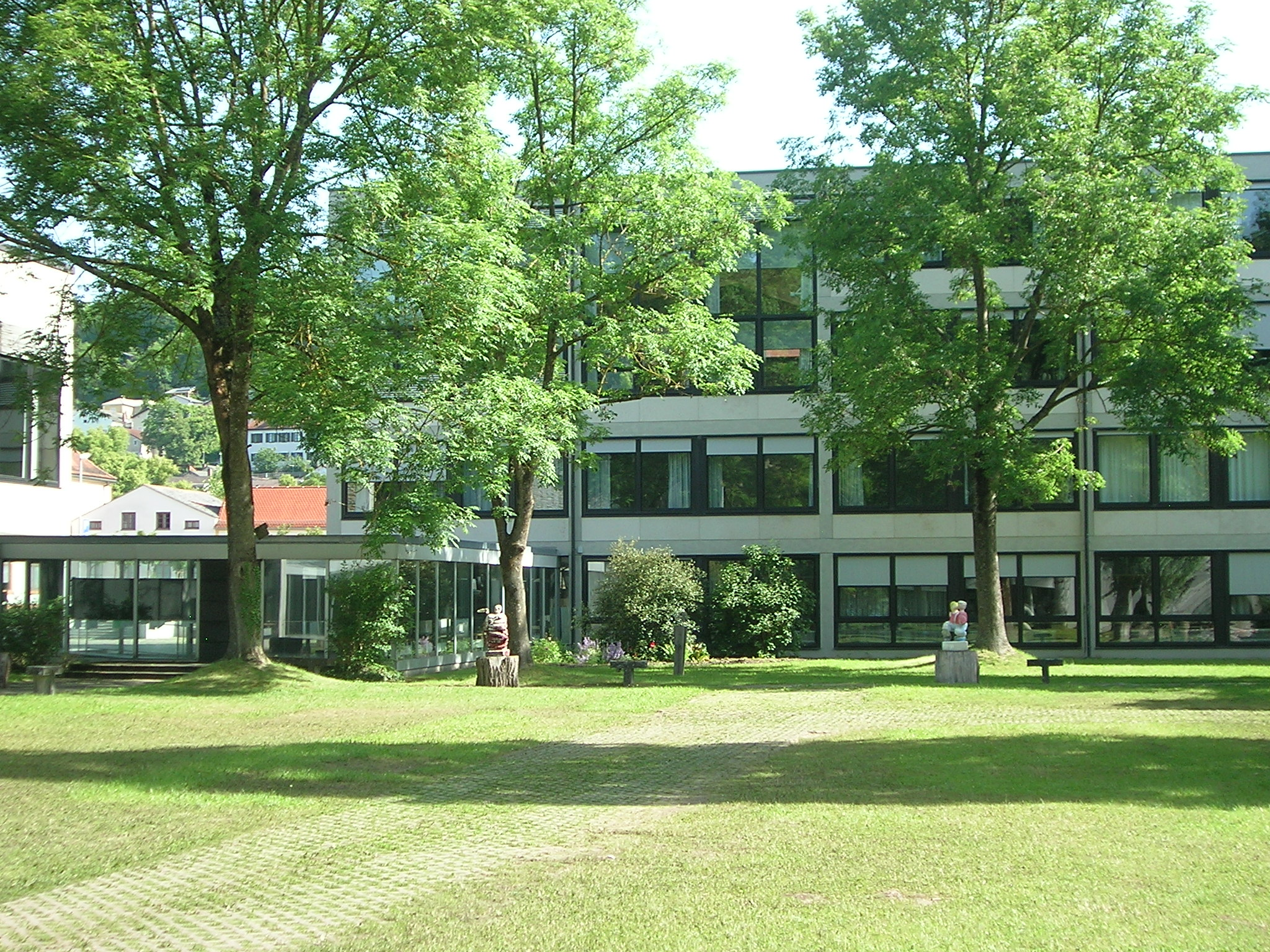
Kollegiengebäude der Katholischen Universität, Eichstätt

Gerhart Teutsch erlernte in Österreich den Beruf des Gärtners. Zwischen 1955 und 1957 studierte er an der Höheren Lehr- und Forschungsanstalt Gartenbau in Weihenstephan. Anschließend folgte ein Studium der Malerei und Grafik an der Akademie der Bildenden Künste in München, unter anderem bei Charles Crodel. Er arbeitete während seiner Ausbildungszeit von 1959 bis 1961 bei Otto Valentin in Stuttgart und war danach bis 2003 als freier Landschaftsarchitekt in München tätig. Von 1978 bis 1990 war Gerhart Teutsch 1. Vorsitzender des Landesverbandes Bayern-Süd der Deutschen Gesellschaft für Gartenkunst und Landschaftskultur e. V. (DGGL).
Lehrtätigkeit
Teutsch war Lehrbeauftragter an der Fachhochschule Weihenstephan.
Mitgliedschaften
Er wurde 1962 zum Mitglied vom Bund Deutscher Landschaftsarchitekten gewählt.
Teutsch war verheiratet und hat drei Kinder.

## Landschaftsarchitektur

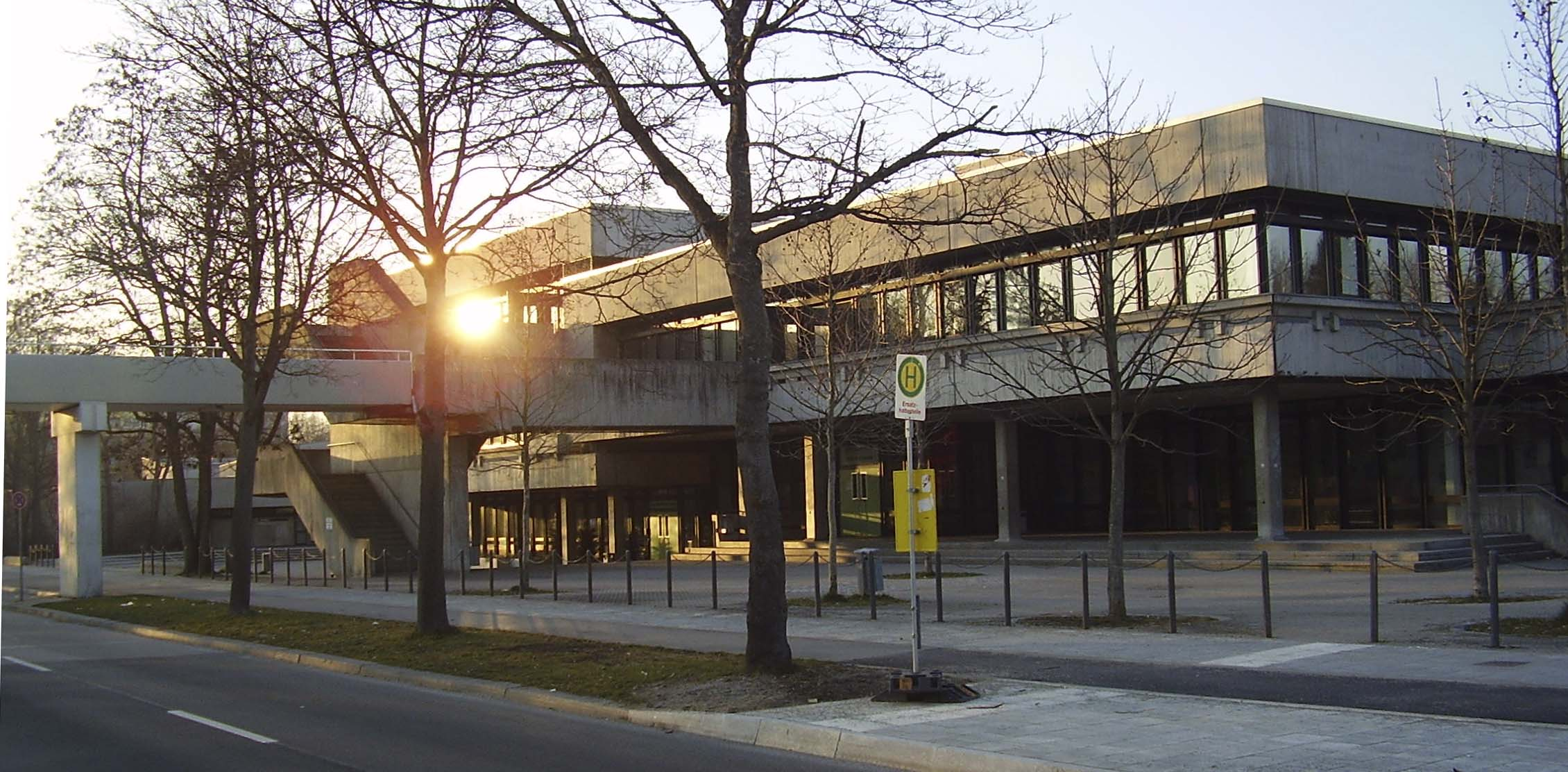
Städtisches Werner-von-Siemens-Gymnasium, Neuperlach

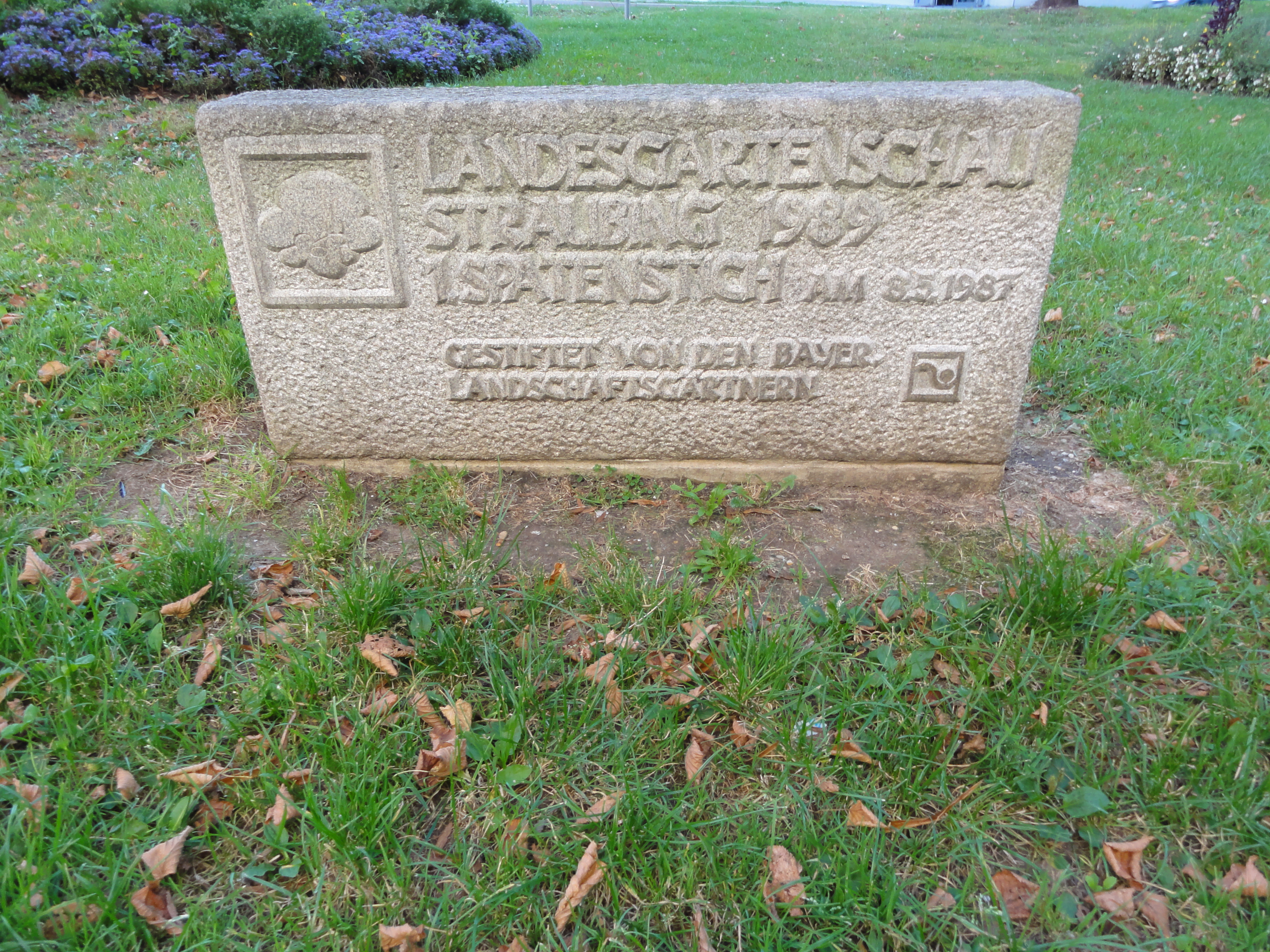
Landesgartenschau, Straubing

- um 1963: Wohnhaus, Eichstätt (Architekt: Max Breitenhuber)[5]
- 1963–1965: Hofgartenbibliothek der Katholischen Universität, Eichstätt (Architekt: Karljosef Schattner) - unter Denkmalschutz[6]
- 1964–1966: Volksschule, Schelldorf (Architekt: Max Breitenhuber)
- um 1965: Wohnhaus, Eichstätt (Architekt: Max Breitenhuber)[7]
- 1960–1965: Kollegiengebäude der Katholischen Universität (Architekten: Elfinger und Schattner) - unter Denkmalschutz[8]
- 1964–1967: Caritas Seniorenheim St. Elisabeth, Eichstätt (Architekt: Karljosef Schattner) - verändert[9]
- 1968–1969: Haus Dr. Deinhart, Eichstätt-Schottenau (Architekt: Karljosef Schattner) - unter Denkmalschutz
- 1968–1970: St. Martin, Etzelwang (Architekt: Karljosef Schattner)[10] - unter Denkmalschutz
- 1969–1971: Schloss Pfünz (Architekt: Karljosef Schattner)[11]
- 1972: Freizeit- und Erholungspark, Freilassing (Architekten: Caspari, Meyer-Sternberg und Seidel)[12]
- 1974–1976: Haus Dr. Diener, Eichstätt-Marienstein (Architekt: Karljosef Schattner) - unter Denkmalschutz[13]
- 1972–1975: Städtisches Werner-von-Siemens-Gymnasium, Neuperlach (Architekten: Schunck und Busse) - unter Denkmalschutz
- 1975–1977: Willibald-Gymnasium, Eichstätt (Architekt: Eberhard Schunck)
- 1977–1981: Müttergenesungsheim St. Stilla, Eichstätt-Marienstein (Architekten: Hugues und Gaenssler)
- 1980: Erholungspark, Freilassing (Architekt: Hubert Caspari, Herbert Meyer-Sternberg, Kurz Seidel)
- 1987: Garten Sapporo, München (Architekt: Sampo Widmann)
- 1989: Pavillon, Gröbenzell (Architekt: Sampo Widmann)
- 1985–1989: Landesgartenschau, Straubing[14] (Architekten: Josef Garnhartner und Dietmar Lüling)
- 1989: Finanzamt, Memmingen (Architekten: Bitterli + Girsberger Architekten)[15]
- 1991–1996: Masterplan Seidlkreuz-Mitte, Eichstätt (Architekten: Gebhard Landbrecht und Günter Wagmann)[16]

## Ehrungen und Preise
- 1993: Hans-Bickel-Preis, verliehen durch den Verband der Weihenstephaner Ingenieure für Gartenbau und Landschaftsarchitektur[17]
- Garten des Hauses Dr. Deinhart steht unter Denkmalschutz[18]
- Garten des Hauses Dr. Diener steht unter Denkmalschutz[19]
- Garten der Hofgartenbibliothek steht unter Denkmalschutz[20]